# Equipos ciclistas españoles en 2005
Relación de equipos ciclistas españoles en la temporada 2005.

## Equipos ProTeam
- Illes Balears-Caisse d'Epargne
- Euskaltel-Euskadi
- Liberty Seguros-Würth
- Saunier Duval-Prodir

## Equipos Profesionales Continentales
- Comunidad Valenciana
- Kaiku
- Relax-Fuenlabrada

## Equipos Continentales
- Andalucía-Paul Versan
- Catalunya-Ángel Mir
- Spiuk
- Orbea

| Predecesor: Equipos ciclistas españoles en 2004 | Equipos ciclistas españoles 2005 | Sucesor: Equipos ciclistas españoles en 2006 |

- Datos: Q5835097